# 間柴了
間柴 了（ましば りょう）は、森川ジョージの漫画作品および、それを原作とするアニメ『はじめの一歩』に登場する架空の人物。アニメ版での声優は田中正彦。ドラマCD版では石井康嗣。

## 人物
東邦ボクシングジム所属のプロボクサー。元日本ジュニアライト級チャンピオン。現OPBF東洋太平洋ライト級チャンピオン。間柴久美の兄。身長177cm。生年月日は1971年6月30日（一歩より2歳年上、初登場時19歳）。蟹座のA型。一人称は「オレ」。
プロテストで幕之内一歩と一緒に受験していた同期合格者。フェザー級でデビューし、東日本新人王準決勝戦で宮田一郎と対戦。劣勢だったが足を踏む故意の反則をし、これがきっかけで逆転勝利し、会場で試合を見ていた一歩と遺恨が生まれた。同決勝戦では一歩と対戦し、得意のフリッカーで一歩を追い込むも、一歩が拳を痛めるのを覚悟で放ったボディへの再三のパンチが、エルボーブロックしていた間柴の左腕の肘を破壊して形勢逆転される。しかし鴨川や一歩を驚愕させるほどの闘志で破壊された腕を使ってワンツーを放ち一歩からダウンを奪って最後まで追い詰めるが、一歩から連打を浴び最後の最後でKO負けを喫した。
新人王戦後は減量苦のため、ジュニアライト級に階級を上げ、日本タイトルを獲得。日本タイトルマッチ防衛戦では木村達也と対戦。長身ゆえに顔面を打たれ慣れておらず、木村との日本タイトルマッチではオーバーハンドのドラゴン・フィッシュ・ブローで顎を狙われ思わぬピンチに陥った。しかし、互いに意地をぶつけあう死闘の末に辛勝した。その後は木村のことを「ザコ」呼ばわりしているものの、不甲斐ない試合をした木村に苛立ちを見せるなど、一目置いているような描写が見られる。
日本タイトルを6度防衛し、あまりに強すぎたことで国内からの挑戦者が見つからなかったところ、バイクに近づいたことで妹に拳を向けた沢村竜平を自らタイトル防衛戦の次期挑戦者に指名。反則技の応酬となり、新人時代のように殺意に満ちる。レフェリーの指示を待たず沢村を場外に転落するまで殴り倒して反則負けを喫し、ベルトと世界ジュニアライト級8位のランキングを失い共に1年間の対外試合禁止・謹慎の裁定を受ける。
復帰戦は1階級上げ、東洋太平洋ライト級タイトル挑戦に挑む。序盤は王者のラフファイトに苦戦するが、最後までクリーンファイトに徹し、一歩に対する久美を巡る嫉妬心からなる一方的な怒りによって10RKO勝ちでタイトルを獲得した（一歩は彼が「地獄会」の期待に応えたくてやり返さなかったと誤解していた）。伊賀忍戦終了時点の成績は22戦20勝16KO2敗。
頭の回転がはやく、宮田が川原ジムの後輩の数学の宿題の手伝いの際悩んでいたところに問題を簡単に解いたことがある。
小さい頃は妹と逆に「ぽかぽかモンスター」のハゲチューが嫌いで、よく家の庭に捨てていた。
キャラクター人気ランキングでは、連載200回記念で6位、連載500回記念で9位にランク入り。

## 妹・久美との関係
17歳の時に交通事故で両親を亡くし、それ以来4歳下の妹の久美と二人で暮らしている。保護観察処分を受けたことがあり、本人の人をすぐには信用しない面と自己防衛本能の高さからくる愛想の無さもあり、職場で何か失敗があると（それが間柴の失敗でなくても）真っ先に解雇され職を転々としていた苦労人である。現在はプロボクサーとして活動しつつ、運送会社「田中運輸」に勤務している。この運送会社の社長や仕事仲間は幸いにも間柴を理解してくれており、本人も徐々にではあるが心を開いている。
久美をただ一人の肉親として守ると決意している。「チャンピオンになれば金が入る」という理由でボクシングを始め、大学へ進学を志望する久美（大学の赤本を使っていたのを目撃した）の心情に気付きながらも、自分の経済力のなさに口惜しく思っていた。東日本新人王決勝戦までは久美のためにボクシングで体を削っている描写が多かったが、一歩にKO負けし、控え室で久美が寄り添っていた際にボクシングは贔屓無しの世界であること、「やめられねえ」と発言していることから、今は久美のためだけでなく、心からボクシングを愛しているようである。
一方で久美に関しては溺愛が過ぎる面があり、一歩と久美が相思相愛ということには気付いているが、自分を負かした一歩をどうしても認められず仲を裂こうと躍起であり、一歩と久美の関係にとって最大の障害となっている。二人のデート時には頼みもしないのに常にストーカーの如く付いてくる、一歩との電話を妨害するためにフリッカージャブを使って電話を奪うなど、妹関係となると試合とは打って変わってコミカルな描写が多い。
久美からも最大限の親愛と感謝を受けているが、久美が一歩との恋愛が上手くいかず癇癪を起こしているときは、弁当を買いに行かされたり、いわれのない暴行を受けたりもする。実は小学校の頃から久美に近づく男子をいじめていたため、彼女からそのことを根に持たれていたことがロザリオ戦前で発覚した。
無愛想であまり他人に心を開かないが、鴨川ジムの板垣学とは牧野対策の押しかけスパーリング以来、お互い裕福ではない家柄であることや、モテる妹を持つ兄という共通項も手伝って妙に馬が合う親友同士といった仲。間柴もまた板垣の自分を怖がらずに堂々と意見を言うところや、スパーリングで拳を交えたことで純粋にボクサーとしての素質を高く評価し、時には板垣の紹介する店で一緒に洋服を買いに行ったりもしている。板垣から「久美さんをあまり縛らないほうがよい」とアドバイスされて以降、板垣経由で一歩と久美の様子を把握しているかこともあり、久美を少しずつ放任している節もある。一歩を毛嫌いしているが、最近では（自分がいないと思って）自室でキス寸前まで接近した一歩と久美に対して、逆上するどころか一歩をからかう余裕をみせたり、「妹を紹介しろ」と冷やかす千堂武士に対して、「久美は幕之内と付き合っている」と言おうとして慌てて口ごもるなど、半ば二人の仲を公認しているようである。一歩と久美が自宅で作った料理を食べたり一歩の「母親のために無事に帰って来る」という発言とは裏腹のヴォルグの世界戦直後、千堂とのスパーリングで傷だらけの姿の一歩に真摯に苦言を呈するなど一歩に対しての態度も少しずつ軟化はしている。ホアン・ガルシア戦で絶望の淵に立たされ、ラフファイトに転じようとするが、それを察した一歩が声援を浴びせることで正気に戻り、一歩の実力を漸く認めた（しかし妹と一歩が親しげにしていた際、一歩に公衆の面前で小言を言っていたことから未だに妹の将来の伴侶としては認めていない模様）。間柴はマーカス・ロザリオ戦前には「(俺が)ベルトを巻くまで妹とどうにかなるのは我慢してくれ」と一歩に注意を呼び掛けていたが、一歩が間柴に気圧されてそれに了承するなり本心では「一生おあずけだよ、チョロの内」とほくそ笑んでいた（このことは青木村に見抜かれている）。

## 地獄会
間柴了のファンクラブ。中心は間柴の勤務先である田中運輸の社員および社長。沢村戦での凶行による謹慎中、間柴が腐らないようにという社長の考えから結成された。復帰戦では、それまでの試合では見られなかった熱烈な間柴への応援を送っている。間柴も表向きには「うぜえ」と発しているが、不器用ながらも声援に応えることも多く内心では感謝している様子。

## ファイトスタイル
187cmの長いリーチを活かし、相手の手が届かない遠距離から狙い撃つ変則的な戦法を得意とする。攻撃・防御技術、反則技・ラフファイトへの対応力も高く、勝利に対する執念も並外れて強い。決して打たれ強い方ではなく、顎が脆いという弱点もあるが、憤怒や情念とも取れる無類の精神力で蓄積したダメージを耐えてしまう。多くの対戦相手を叩きのめし再起不能・引退に追いこむことから「死神」の異名を取っている。勝利への執念が強すぎるあまり、状況によっては反則を行うことも厭わなかったが、ライト級に上がってからは精神面に変化が現れたのか、相手のラフファイトに追い詰められても報復の反則を行わなくなっていた（適正体重に近づいたのでスタミナとパワーも上昇した）。
フリッカー・ジャブ
左手を下げたデトロイトスタイルから繰り出される左ジャブ。リーチが非常に長い。一発一発のパワーは高くないが、手首をしならせて打つため当たった箇所が腫れやすい。「死神の鎌」ともあだ名される、間柴の代名詞と言える技。実用性抜群なことから慢心しているところがあり、対策を立てられて崩されると取り乱す傾向がある。木村戦では殴っても殴っても向かってくる木村に対して恐怖を抱いている描写がある。
打ち下ろしの右（チョッピングライト）
身長差を生かした打ち下ろしの右ストレート。主にフィニッシュブローとして用いる。
右アッパー
至近距離にもぐりこんできた相手に用いるアッパーカット。一歩とのスパーリングで初披露した。ヘッドギア越しに一歩をダウン寸前に追い込むほどの威力を誇る。一歩対策として編み出されたものと言われており、東洋太平洋ライト級タイトルマッチではこのパンチでKO勝ちを収めている。一度懐に潜りこまれると対抗手段がなく、接近戦を強いられると苦戦してしまうのでこれを習得した。
モデルはヒットマンスタイルとグラスジョーで有名であり、5階級制覇を達成したトーマス・ハーンズ。なお劇中でも彼のフリッカーを見た鷹村がハーンズを連想し、引き合いに出している。

## 対戦成績
西暦が不明であるため、便宜上、一歩の鴨川ジム入門後の経過年数と本人の年齢を表記する。
- 24戦21勝2敗18KO

※2～15戦目の不明分のどれかに7KOが含まれる。
| 戦           | 日付                        | 勝敗 | 時間    | 内容 | 対戦相手           | 国籍         | 備考                                            |
| ------------ | --------------------------- | ---- | ------- | ---- | ------------------ | ------------ | ----------------------------------------------- |
| 1            | 1年目（19歳）               | 勝利 | 1R 0:25 | KO   | 不明               | 日本         | プロデビュー戦（フェザー級）                    |
| 2            | 不明                        | 勝利 |         |      | 不明               | 日本         |                                                 |
| 3            | 不明                        | 勝利 |         |      | 不明               | 日本         |                                                 |
| 4            | 不明                        | 勝利 |         |      | 不明               | 日本         |                                                 |
| 5            | 不明                        | 勝利 |         |      | 不明               | 日本         |                                                 |
| 6            | 2年目（20歳?）              | 勝利 |         | KO   | 藤沢正広（丸海老） | 日本         | 東日本新人王（フェザー級）1回戦                 |
| 7            | 2年目（20歳?）              | 勝利 |         | KO   | 川石鉄也（荒木）   | 日本         | 東日本新人王（フェザー級）2回戦                 |
| 8            | 2年目（20歳）11.12月頃      | 勝利 | 3R 2:22 | KO   | 宮田一郎（川原）   | 日本         | 東日本新人王（フェザー級）準決勝                |
| 9            | 2年目（20歳）12月24日       | 敗北 | 3R 2:13 | TKO  | 幕之内一歩（鴨川） | 日本         | 東日本新人王（フェザー級）決勝                  |
| 10           | 3年目（21歳）8月頃          | 勝利 |         |      | 不明               | 日本         | A級ボクサー賞金トーナメント（ジュニアライト級） |
| 11           | 不明                        | 勝利 |         |      | 不明               | 日本         |                                                 |
| 12           | 3年目（21歳）1.2月頃        | 勝利 | 7R 2:12 | KO   | 不明               | 日本         | 日本ジュニアライト級タイトル戦 王座獲得         |
| 13           | 不明                        | 勝利 |         |      | 不明               | 日本         | 日本ジュニアライト級王座防衛戦1                 |
| 14           | 不明                        | 勝利 |         |      | 不明               | 日本         | 日本ジュニアライト級王座防衛戦2                 |
| 15           | 不明                        | 勝利 |         |      | 不明               | 日本         | 日本ジュニアライト級王座防衛戦3                 |
| 16           | 199X年 4年目（22歳）2月17日 | 勝利 | 9R      | TKO  | 木村達也（鴨川）   | 日本         | 日本ジュニアライト級王座防衛戦4                 |
| 17           | 不明                        | 勝利 |         | 判定 | 不明               | 日本         | 日本ジュニアライト級王座防衛戦5                 |
| 18           | 不明                        | 勝利 |         | 判定 | 不明               | 日本         | 日本ジュニアライト級王座防衛戦6                 |
| 19           | 199X年 6年目（24歳）4月21日 | 敗北 | 6R      | 失格 | 沢村竜平（鬼槍留） | 日本         | 日本ジュニアライト級王座防衛戦7 王座防衛失敗    |
| 20           | 199X年 7年目（25歳）4月27日 | 勝利 | 10R     | KO   | アーロン・ドミンゴ | タイ         | 東洋太平洋ライト級タイトル戦 王座獲得           |
| 21           | 199X年 8年目（26歳）4月頃   | 勝利 |         | TKO  | ロメオ             | 不明         | 東洋太平洋ライト級王座防衛戦1                   |
| 22           | 不明                        | 勝利 |         | KO   | 伊賀忍             | 日本         | 東洋太平洋ライト級王座防衛戦2                   |
| 23           | 不明                        | 勝利 |         | KO   | ファン・ガルシア   | メキシコ     |                                                 |
| 24           | 不明                        | 敗北 |         |      | マーカス・ロザリオ | プエルトリコ | WBC世界ライト級タイトルマッチ                   |
| テンプレート |                             |      |         |      |                    |              |                                                 |